# Falešná záminka
Falešná záminka, také Falešné sliby (v originále False Pretenses) je kanadský thriller z roku 2004 od režiséra Jasona Hrenoa. Film měl v Americe premiéru 25. října 2004. 

## Obsazení
| Peta Wilson           | Dianne / Dee Dee |
| Stewart Bick          | Michael          |
| Melanie Nicholls-King | Cerise           |
| Conrad Pla            | Nando            |
| Francis X. McCarthy   | Chasen Boggs     |